# 日當山站

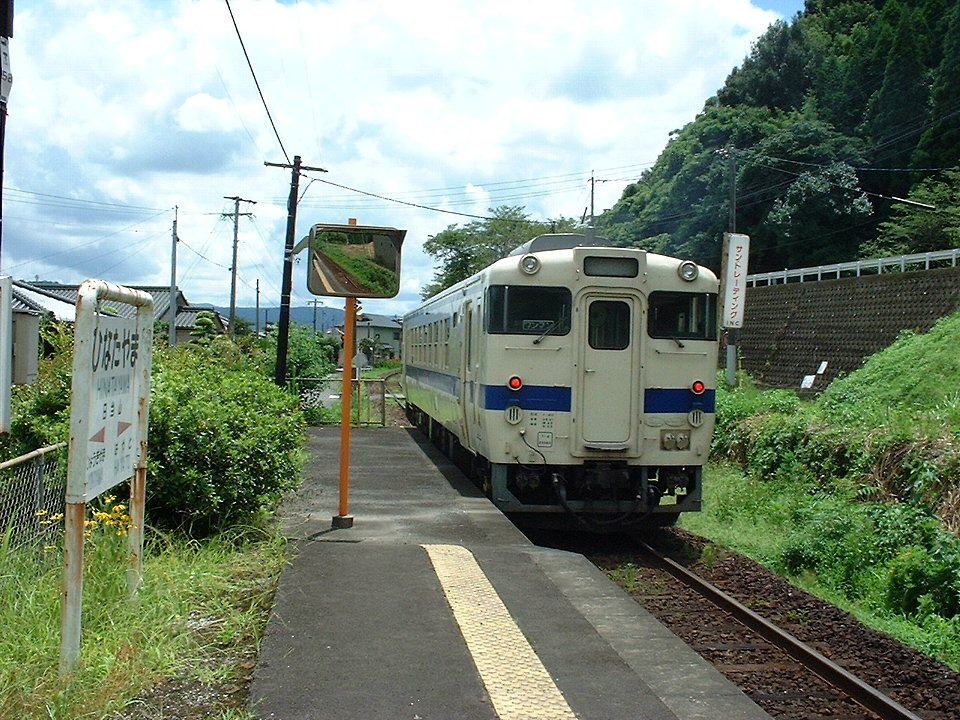
月台

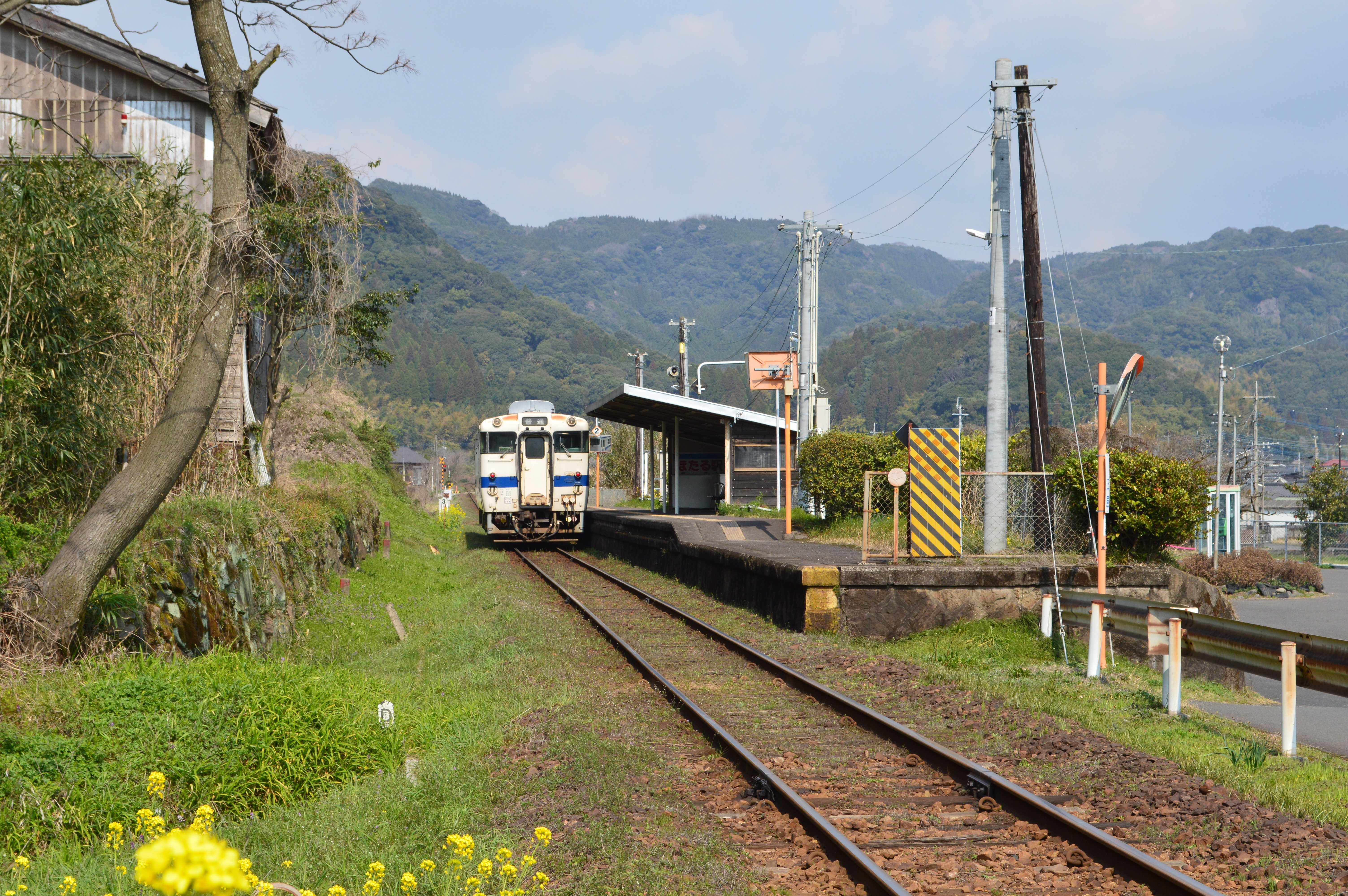
月台遠景

日當山站（日语：／ Hinatayama eki */?）是位於鹿兒島縣霧島市隼人町，九州旅客鐵道（JR九州）的肥薩線車站。
候車亭上另掛上由民間興趣團體所製作的非官式暱稱「螢站」（ほたる駅）站牌，並指本站附近的引水道於每年5月下旬均會見到有螢火蟲出現。

## 車站構造
車站位於天降川的西岸，建於山坡上，過往曾經設有站房，大約於1993年左右被拆去，並改用簡易車站模式。月台上保留了一座開於業當年已搭建的木製有蓋候車亭，站房拆舍後，原來前往月台的樓梯口被封去，改於候車亭近洗手間一端另開設一個新的出入口。
原站房位置變成了空地，但右方的水泥建男、女獨立洗手間及前端的收費電話亭仍然保留。

### 月台
只設有側式月台一座，長度約為80米，有效長度為4輛。列車不能在此交換，到站時，往吉松方向為右側上落；往隼人方向為左側上落。
由於老化原因，候車亭上的窗戶於近年被更換為近代式的趟窗。
| 路線    | 方向 | 目的地                                       |
| ------- | ---- | -------------------------------------------- |
| ■肥薩線 | 上行 | 吉松、經■吉都線及■日豐本線往都城、南宮崎方向 |
| ■肥薩線 | 下行 | 隼人方向                                     |

## 歷史
- 1958年10月1日：車站啟用[1]。
- 1987年4月1日：國鐵分割民營化，車站由九州旅客鐵道（JR九州）承繼。
- 2024年12月7日～2025年6月30日：因應JR九州與任天堂的共同企劃，本站被選為鹿兒島縣的「皮克敏車站」，站房車站名牌亦換成為以皮克敏為主題的設計[4][5]。

## 使用狀況
- 在2016年度，1日平均乘車人次為79人[6]，JR方面，自2016年起，由於JR九州只公佈使用人數首300個車站的人數，本站因未達至首300位而未有公佈實質使用人數，又因一直未能達到每日乘車人數超過100人，因此亦未有上名[7]。

| 年度     | 1日平均 乘車人次 | 1日平均 上下車人次 |
| -------- | ---------------- | ------------------ |
| 2000     | 115              |                    |
| 2001     | 104              |                    |
| 2002     | 106              |                    |
| 2003     | 107              |                    |
| 2005     | 79               |                    |
| 2006     | 70               |                    |
| 2007     | 58               | 119                |
| 2008     | 56               | 114                |
| 2009     | 80               | 160                |
| 2010     | 95               | 191                |
| 2011     | 104              | 212                |
| 2012     | 97               | 196                |
| 2013     | 99               | 200                |
| 2014     | 84               | 169                |
| 2015     | 85               | 172                |
| 2016     | 79               | 159                |
| 2017以後 | 未有提供         | 未有提供           |

## 相鄰車站
九州旅客鐵道（JR九州）
■肥薩線
表木山－日當山－隼人

## 外部連結
- JR九州日當山站 （页面存档备份，存于）
- JR九州 - 「PIKMIN×JR九州～探索神奇的九州星球～」專頁 （页面存档备份，存于）（日語）